# Стрептодермии
Стрептодермии (impetigo contagiosa) се разпространява през топлите сезони, предимно при деца. Заразяването става чрез директен контакт. Измененията се локализират по откритите части на лицето (предимно около устата и носа), тялото и крайниците. По кожата се появяват малки розово-червени петна, върху които се образуват дребни хлабави мехурчета с бистро съдържимо, които бързо се разкъсват, оформяйки червени ерозии, покрити с жълтеникави крусти. В периферията на крустите винаги се виждат нови фликтени, чрез които процесът се разширява. Децата са неспокойни и имат силен сърбеж. При добавена стафилококова инфекция се образуват дебели жълто-зелени, или кафяви крусти. По-особена форма на стрептодермията е (angulus infectiosus s. impetigofissurica). Среща се у деца и възрастни. Като предразполагащи фактори за неговото възникване са неудобните протези, арибофлавинозата, придружаващите заболявания (диабет, желязодефицитна анемия и др.). Понякога то се предизвиква от (Candida-инфекция). В единия или двата ъгъла на устата възниква малка фликтена, която за часове се разкъсва, като се образува мацерирана повърхност с централна незаздравяваща рагада. Измененията са болезнени и смущават говора и храненето.

## Лечение
Локално се прилагат антисептични разтвори-анилинови бои и антибиотични кремове. Предписват се и витамини.